# Kotodama
Dans la tradition japonaise, les dieux (kamis) inspirent l'esprit des hommes par des mots, et en prononçant ces mots inspirés par les kamis, on fait se concrétiser les concepts ; c'est le kototama ou kotodama (言霊, on trouve les deux transcriptions : avec ou sans rendaku), que l'on pourrait traduire par « mots-âmes » ou « paroles sacrées ». Ce concept se rapproche des mantras bouddhiques, ou d'autres pratiques de transe. En fait, les cinquante « sons » (syllabes) utilisés en japonais sont considérés comme étant chacun un kami ; le kotodama est le pouvoir spirituel attribué à la langue japonaise.
Outre son usage dans la religion shinto (norito), le concept de kotodama est également utilisé dans certains budo (arts martiaux).

## Kotodamaet aïkido
Habituellement, la pratique de l'aïkido est silencieuse. Cependant, dans l'enseignement de Morihei Ueshiba, l'exécution des mouvements s'accompagne de l'articulation de sons par les participants, les kotodama. C'était même un des points fondamentaux pour le créateur puisqu'il disait : « L'aïkido est une méthode de fusion avec kototama, l'esprit de l'univers. » On ne le pratique habituellement plus de nos jours du fait de la complexité, il faut en effet coordonner les mouvements et la parole, ce qui ne peut se concevoir qu'avec une très bonne maîtrise des techniques.
Voici ce qu'en dit Gérard Blaize dans son article « Les mots de l'âme » :

« […] à un geste fixé correspond un son. Par exemple, un son quand la main monte, un autre quand elle descend vers le sol, un autre quand elle décrit un cercle, etc. […] En général, une technique d'aïkido est constituée par l'enchaînement de plusieurs gestes. Il faut donc combiner dans une seule technique les sons et les gestes qui correspondent ; ce qui offre beaucoup de risques d'erreur. »

Voici ce qu'en dit Morihei Ueshiba lui-même :

« Dans le bujutsu (techniques guerrières) il y a les cris : ei-ya-to-ha etc. Ce ne sont pas seulement ces quatre cris ; il y a autant de cris que de mots que les Japonais peuvent sortir. L'important est qu'avec la respiration du ciel et de la terre, la voix, le cœur (kokoro) et le rythme s'unifient ; cela devient le kototama ; ce dernier devient une arme qui sort et de plus cela doit s'unifier avec le corps. […] On coupe avec le son ei — on reçoit avec le son ya — on s'écarte avec le son to. »

On notera l'évocation de « la respiration du Ciel et de la Terre » (ten chi kokyu), récurrente dans les écrits de Ueshiba. Cela peut se comprendre par : unir la volonté (l'esprit, le « Ciel ») au ventre (le centre de l'énergie, « la Terre »). D'un point de vue pratique, cela peut se ramener à un contrôle de la respiration, qui permet de ne pas s'essouffler, d'économiser son énergie, et d'avoir une meilleure efficacité des mouvements. Cette synchronisation entre le mouvement et le souffle se cultive notamment dans les exercices respiratoires, de circulation du ki (voir plus haut).
O Sensei disait encore, à propos de kototama :

« Tous les actes de l'homme révèlent le travail subtil du kototama. C'est l'écho des sons qui vous conduiront à une compréhension quand vous vous examinerez en vérité. L'aïkido, plus spécialement, est né à travers l'écho du son. »

Et encore

« Laissez les kototama s'infiltrer à l'intérieur de vous, mettre le feu à votre sang jusqu'à ce que tout votre corps se fige en un kototama. Imaginez que vous vous arrondissiez pour former un grand cercle, prononcez le kototama, et laissez-vous pénétrer de la sensation de l'univers à l'intérieur de votre propre corps. Cette pratique est source de lumière (la sagesse), de chaleur (la compassion) et d'énergie (la force véritable). »

Le kotodama est également pratiqué dans le nippon kenpō.